# Клео (шведская певица)
Клео (швед. Cleo; настоящее имя — Натали Миссауи; род. 5 сентября 1987) — шведский рэп-исполнитель, певица и автор песен.

## Жизнь и карьера
Клео выросла в Умео, где она и начала читать рэп с группой Random Bastards в начале 2000-х. Она является одним из основателей Femtastic, музыкальной и культурной сети для женщин в Швеции.
В 2012 году Клео вместе с певицей Джессикой Фолкер и музыкальным продюсером Хоканом Лидбо выступали на разогреве с песней Leila K "Electric" на фестивале Melodifestivalen 2012. В марте 2013 года она сотрудничала с группой "Looptroop Rockers", и у них вышел совместный музыкальный сингл "Hårt mot hårt".
На ежегодном вручении премий Kingsizegala 2015 она получила награду "За лучший концерт 2015 года". 19 июня 2015 года Клео выпустила свой второй музыкальный сингл под названием «240» вместе с певицей Алиной Девечерской. Последний сингл Клео «Пасхальное утро» был выпущен 23 апреля 2020 года.